# 卡萨利诺
卡萨利诺（義大利語：Casalino），是意大利诺瓦拉省的一个市镇。总面积39平方公里，人口1581人，人口密度40.5人/平方公里（2009年）。ISTAT代码为003040。